# Jan Mejer
Jan Mejer herbu Lewald (zm. przed 5 lipca 1788 roku) – wojski kowieński w latach 1765–1786, strażnik kowieński w latach 1756-1765.
Poseł na sejm 1766 roku z powiatu kowieńskiego.